# Horst Schiesgeries

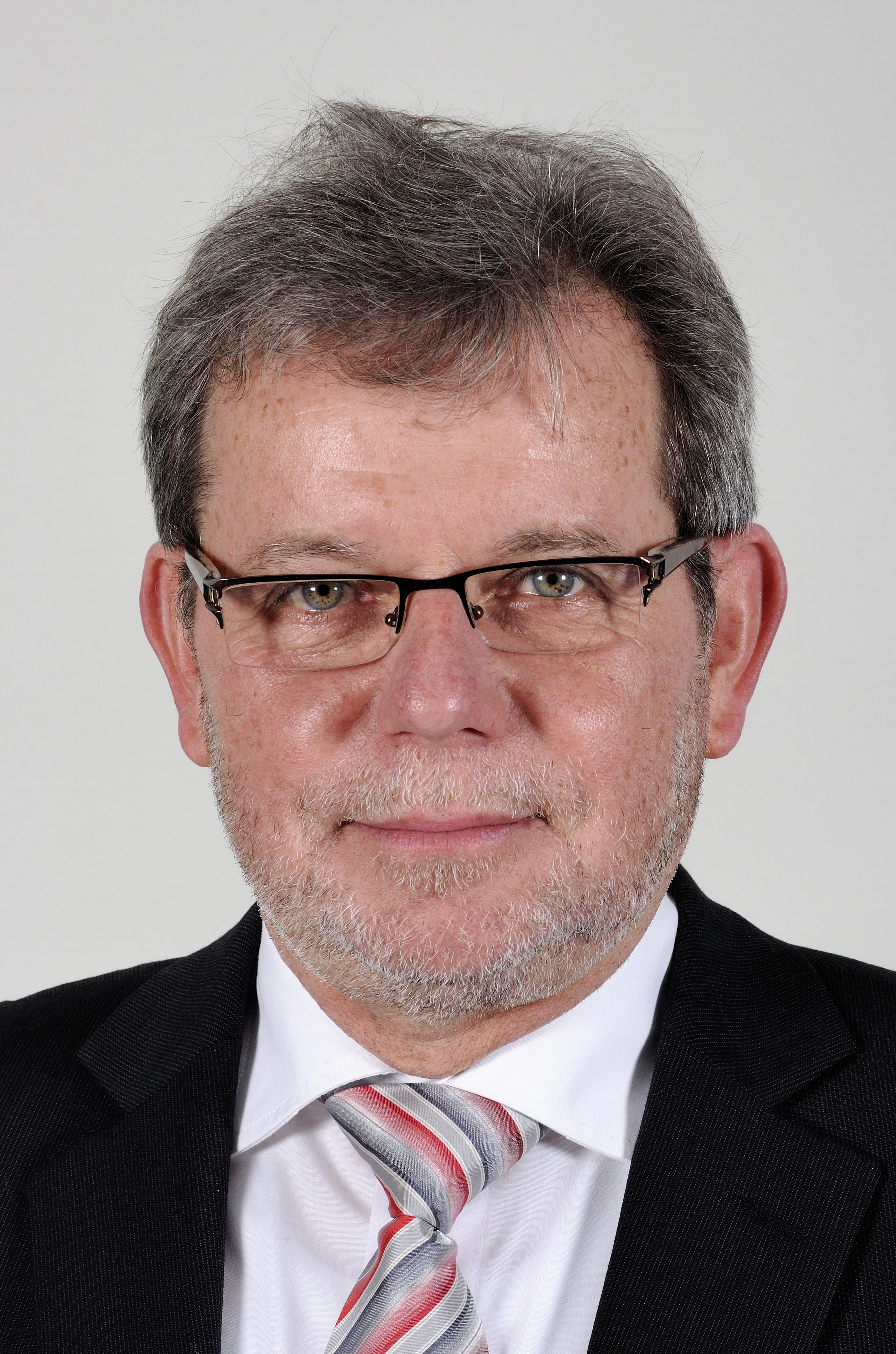
Horst Schiesgeries, 2013

Horst Schiesgeries (* 23. Januar 1955 in Dieckhorst, Landkreis Gifhorn) ist ein deutscher Politiker (CDU). Er war von 2013 bis 2017 Mitglied des Niedersächsischen Landtags.

## Leben
Schiesgeries schloss die Schule im Jahr 1970 ab und begann 1971 eine Ausbildung zum Werkzeugmacher im Alfred Tewes-Werk in Gifhorn. 1970 wurde er Mitglied der IG Metall. 1974 trat er in den Polizeidienst an der Landespolizeischule in Hann. Münden ein und wurde Mitglied der Gewerkschaft der Polizei (GdP). Er war 38 Jahre im Polizeidienst tätig, von 2002 bis zu seiner Wahl in den Landtag im Jahr 2013 war er Sachbearbeiter für Kinder- und Jugendkriminalität im Kriminalermittlungsdienst. Er ist verheiratet und Vater von zwei Kindern.
Schiesgeries trat 1996 in die CDU ein. Im Jahr 1997 wurde er Ratsherr der Gemeinde Müden (Aller) und der Samtgemeinde Meinersen, vom 8. Februar 2000 bis zum 30. Mai 2025 war er Bürgermeister von Müden (Aller) und seit dem 30. März 2000 ist er stellvertretender Bürgermeister der Samtgemeinde.
Bei der niedersächsischen Landtagswahl am 20. Januar 2013 gewann Schiesgeries als Direktkandidat der CDU den Wahlkreis Gifhorn-Süd mit 43,1 % der Erststimmen und schaffte so den Einzug in den niedersächsischen Landtag. Bei der Landtagswahl in Niedersachsen 2017 zog Schiesgeries auf Listenplatz 44 nicht erneut in den Landtag ein.